# Raymond Castilloux
J. Raymond Castilloux (23 de novembro de 1934 — 24 de setembro de 2010) foi um ciclista olímpico canadense. Representou os Estados Unidos na prova de estrada individual, disputada nos Jogos Olímpicos de 1964, em Tóquio.